# Janusz Wilk
Janusz Wilk (ur. 27 września 1962 w Krakowie) – polski rugbysta, reprezentant kraju, wychowanek, długoletni gracz i trener Juvenii Kraków, sędzia rugby.

## Życiorys
Janusz Wilk był graczem rugby union w latach 1978–2003. Urodzony w Krakowie, tutaj grał przez większość kariery: od 1978 do 1986 w Juvenii, w 1987 i 1988 w Koronie, w 1994 i 1995 w Rugby Klub Kraków 1993 i od 1996 do 2004 ponownie w Juvenii. Ponadto w 1989 był graczem Śląska Ruda Śląska, w barwach którego zdobył wicemistrzostwo Polski, w 1990 Czarnych Bytom, a w 1993 niemieckiego klubu Heidelberger RK. Grał na pozycjach skrzydłowego, środkowego ataku oraz łącznika ataku. Dziesięciokrotnie wystąpił w meczach reprezentacji Polski i zdobył w nich 54 punkty. Wynikiem 29 punktów w meczu z Bułgarią w 1988 ustanowił rekord reprezentacji Polski w ilości zdobytych punktów w meczu przez jednego zawodnika.
Od 1995 do 2001, a następnie w 2003 był trenerem Juvenii Kraków. W 2005 został sędzią. W 2008 został wyróżniony złotą odznaką Polskiego Związku Rugby. W latach 2010–2012 ponownie był trenerem Juvenii.

## Lista meczów w reprezentacji Polski
Lista meczów Janusza Wilka w reprezentacji Polski:
| Data       | Miejsce           | Rywal             | Wynik | Liczba punktów |
| ---------- | ----------------- | ----------------- | ----- | -------------- |
| 19.05.1985 | Berkowica         | Bułgaria          | 34:6  | ?              |
| 29.05.1986 | Sochaczew         | Bułgaria          | 41:0  | 4              |
| 20.06.1986 | Schwerin          | NRD               | 27:6  | 0              |
| 21.06.1986 | Ludwigslust       | NRD               | 41:6  | 0              |
| 31.05.1987 | Kostinbrod        | Bułgaria          | 78:6  | 12             |
| 6.09.1987  | Moskwa            | Związek Radziecki | 9:23  | 0              |
| 29.04.1988 | Starogard Gdański | NRD               | 22:3  | 4              |
| 29.05.1988 | Kraków            | Maroko            | 18:6  | 0              |
| 27.10.1988 | Legionowo         | Bułgaria          | 77:0  | 29             |
| 13.05.1989 | Casablanca        | Maroko            | 13:7  | 5              |